# Лосицька дорога
Лосицька дорога — одне з відгалужень Муравського шляху. Перетинала Ізюмський шлях і Бакаїв шлях. Перші рукописні згадки про неї є в розписах роз'їздів путивльських і рильських сторожів за 1571. Дорога як така (шлях просування від одних бродів на річках до інших бродів) існувала, імовірно, ще з доби княжих часів Київської Русі. Її назва більш пізня й походить від міста Лосичі, відомого з кінця 14 ст. (нині село Зарічне Тростянецького району Сумської області), у середині 17 ст. в місті був збудований Лосицький острог.
Дорога існувала у двох варіантах: довшому — близько 230 км (називався верхньою дорогою) — та коротшому — близько 220 км (називався нижньою дорогою).
Загалом вона проходила від верхів'їв річок Мож і Коломак до міст Путивль і Рильськ. Вона вела, зокрема, через Ровен і Козацьку Могилу, через броди на річці Ворскла — Немеря та в Лосичах, через броди на річці Псел — Щетинин Ровенок (нині с. Щетини Кролевецького району Сумської області), Бісищев та Липинський, а звідти — на річці Сейм до бродів у районі Путивля або Рильська — Білі Береги, Зимов'є, Мокошевичі, Бунякін, Кориж, Пневицьк.
У 16—17 ст. цією дорогою від її південного краю до Путивля або Рильська колони з обозом добиралися за 10 днів, сторожові роз'їзди — за 4, а гінці-кур'єри — за 2 дні.